# Sylwan (biskup Salonik)
Święty Sylwan (zm. ok. 350 w Rzymie.) – biskup Salonik, apostoł, święty Kościoła katolickiego i męczennik.
Poniósł śmierć męczeńską za wiarę. Jego wspomnienie w kościele obchodzone jest 30 lipca. Od 1847 roku jego szczątki spoczywają w katedrze Saint Blaise w Dubrowniku w Chorwacji.